# Güepsa
Güepsa és un municipi de Colòmbia, pertanyent a la província de Vélez, al departament de Santander. Limita al nord amb els municipis de San Benito i Chipatá, a l'est amb San José de Pare al departament de Boyacá, amb el riu Suárez al mig, a l'oest amb Chipatá i Vélez i al sud amb Barbosa, i se situa a 204 km de Bucaramanga, la capital del departament. El seu territori està dividit administrativament en 7 sectors rurals anomenats veredas.
Al municipi destaca la cobertura vegetal de sistemes agroforestals, cultius permanents i semipermanents, amb grans extensions de canya panelera, i petites extensions de cafè, cítrics, guaiaba i plàtan, i alguns cultius transitoris com la dacsa i la mandioca.
La conca del Suárez constitueix el sistema ecològic de major importància a la província dins del qual es troben també els municipis de Barbosa, San Benito, Aguada, Vélez i Puente Nacional. L'activitat econòmica principal de Güepsai se centra en el sector primari. Es tracta d'una economia tradicional especialment adreçada al cultiu de la canya panelera que exerceix una significativa pressió socioeconòmica sobre els recursos naturals essent aquesta una regió de minifundis.